# 法斯蒂夫
法斯蒂夫（羅馬化：Fastiv），或按俄语译为法斯托夫，是烏克蘭中部基輔州法斯蒂夫區法斯蒂夫市镇内的城市及其行政中心。位於烏納瓦河畔，距離首都基輔63公里，始建於1390年，面積43平方公里，海拔高度199米，2011年人口50,517。